# 福岡市立脇山小学校
福岡市立脇山小学校（ふくおかしりつ わきやましょうがっこう）は、福岡県福岡市早良区大字脇山にある公立小学校。
平成18年（2006年）度の生徒総数は113名。

## 歴史
- 明治23年（1890年） - 小学校令の公布に伴い脇山尋常小学校として創立。
- 明治45年（1912年） - 脇山尋常高等小学校として高等科が併設される。
- 昭和5年（1930年） - 現在地に校舎落成。
- 昭和16年（1941年） - 国民学校令により脇山国民学校となる。
- 昭和22年（1947年） - 学制改革により脇山村立脇山小学校に改称。
- 昭和31年（1956年） - 早良町制施行により早良町立脇山小学校と改称。
- 昭和50年（1975年） - 早良町の福岡市への合併に伴い、現校名に改称、現在に至る。

## 通学区
通学区は以下の早良区内の各地域となる。
- 脇山1,2丁目（全丁目）
- 大字脇山
- 大字板屋
- 大字小笠木
- 大字椎原

通学区は早良区の南東端にあたる。学校周辺は福岡平野の南西端にあり比較的平坦で、集落と田畑が広がる。通学区の南部は脊振山が、北部は油山や荒平山があり山間部となっている。
学校は県道136号線沿いに位置している。北を県道56号が東西に通っている。
中学校については、早良中学校の校区となる。